# خليل أحمد السهارنفوري
خليل أحمد السهارنفوري (1269هـ - 1346هـ / 1852م - 1927م) هو فقيه حنفي ديوبندي صوفي، من أهل الهند. ومحدث ومتكلم على مذهب أهل السنة من الأشاعرة والماتريدية.

## اسمه
هو خليل أحمد بن مجيد علي بن أحمد علي بن قطب علي الأنصاري الحنفي،

## مولده
ولد في قرية نانوته من أعمال سهارنفور، ونشأ ببلدة أنبيتهه.

## شيوخه
أخذ عن: يعقوب النانوتوي، ومحمد مظهر النانوتوي، والحسن السهارنفوري، ورشيد الكنكوهي، وأحمد دحلان، وعبد القيوم البرهانوي، وأحمد البرزنجي، وعبد الغني المجددي ، وإمداد الله المهاجر.

## تلاميذه
وممن أخذ عنه: محمد زكريا الكاندهلوي وھو أخص وأقرب تلامیذہ إليه، وعبد الله الكنكوهي، وعاشق إلهي الميرتهي، وفخر الدين غازي، ومحمد إلياس الكاندهلوي، وفيض الحسن الكنكوهي، ومحمد حسين الحبشي.

## وفاته
توفي يوم الأربعاء في السادس عشَر من ربيع الآخر سنة 1346هـ، في المدينة، ودفن في البقيع.

## مؤلفاته
- «بذل المجهود في حل أبي داود».
- «المهند على المفند».
- «تنشيط الأذان».
- «مطرقة الكرامة على مرآة الإمامة».
- «هدايات الرشيد في إفحام العنيد».
- «إتمام النّعم على تبويب الحكم».